# Кастелламонте
Кастелламонте (італ. Castellamonte, п'єм. Castlamont) — муніципалітет в Італії, у регіоні П'ємонт,  метрополійне місто Турин.
Кастелламонте розташоване на відстані близько 550 км на північний захід від Рима, 34 км на північ від Турина.
Населення — 9986 осіб (2014).
Щорічний фестиваль відбувається 16 липня. Покровитель — Madonna del Carmine.

## Демографія
Населення за роками:

Станом на 1 січня 2023 року в муніципалітеті офіційно проживало 1056 іноземців з 54 країн, серед них 631 громадянин країн Євросоюзу та 12 громадян України.

## Сусідні муніципалітети
- Баїро
- Бальдіссеро-Канавезе
- Борджалло
- Кастельнуово-Нігра
- Чинтано
- Коллеретто-Кастельнуово
- Куорньє
- Іссільйо
- Луньякко
- Меульяно
- Оценья
- Парелла
- Куальюццо
- Ривароло-Канавезе
- Руельйо
- Саласса
- Сан-Мартіно-Канавезе
- Торре-Канавезе
- Траузелла
- Вальперга
- Відракко